# Sivaji Productions
Sivaji Productions – indyjska wytwórnia filmowa założona w 1955 przez jednego z czołowych aktorów Kollywood, Sivajiego Ganesana oraz jego brata, V. C. Shanmugama. Zajmuje się produkcją oraz dystrybucją obrazów w językach tamilskim, hindi oraz angielskim. Kierują nią synowie Sivajiego, Ramkumar i Prabhu. Jej filmografia obejmuje 27 tytułów, w tym filmy z Rajinikanthem, Kamalem Hasanem czy Padmini. Wyprodukowała także 4 seriale telewizyjne.